# Liangzihe Linchang (bondby i Kina, Heilongjiang Sheng, lat 46,96, long 129,29)
Liangzihe Linchang (kinesiska: 亮子河林场) är en bondby i Kina. Den ligger i provinsen Heilongjiang, i den nordöstra delen av landet, omkring 240 kilometer nordost om provinshuvudstaden Harbin. Antalet invånare är 474. Befolkningen består av 236 kvinnor och 238 män. Barn under 15 år utgör 8,0 %, vuxna 15-64 år 80 %, och äldre över 65 år 10,0 %.
Runt Liangzihe Linchang är det ganska glesbefolkat, med 40 invånare per kvadratkilometer. Närmaste större samhälle är Lianhe, 19,1 km norr om Liangzihe Linchang. I omgivningarna runt Liangzihe Linchang växer i huvudsak blandskog.
Genomsnittlig årsnederbörd är 864 millimeter. Den regnigaste månaden är juli, med i genomsnitt 200 mm nederbörd, och den torraste är januari, med 7 mm nederbörd.